# 龙翔街道 (昆明市)
龙翔街道，是中华人民共和国云南省昆明市五华区下辖的一个街道。

## 行政区划
龙翔街道下辖以下地区：
人民西路社区、西站社区、茭菱社区、凤翥社区、菱角塘社区、红联社区、红菱社区和西园北路社区。